# Liste von Städten und Orten am Main
Städte und Orte am Main.
R, L: Stadt liegt auf dem rechten bzw. linken Flussufer. Bei Städten, die auf beiden Flussseiten liegen, ist das Ufer, an dem der historische Stadtkern liegt, zuerst genannt.

## Weißer Main
- Bischofsgrün L
- Bad Berneck
- Kulmbach L

## Roter Main
- Creußen R
- Bayreuth L/R
- Neudrossenfeld R

## Obermain
- Mainleus R
- Burgkunstadt R
- Lichtenfels L
- Bad Staffelstein L
- Baunach R
- Kemmern L
- Hallstadt L
- Bamberg L
- Bischberg L (dort beginnt der Main-Donau-Kanal)
- Viereth-Trunstadt L
- Eltmann L
- Zeil R
- Knetzgau L
- Haßfurt R

## Maindreieck
- Schweinfurt R/L
  - Schweinfurt-Nordöstlicher Stadtteil R
  - Schweinfurt-Hafen-Ost L
  - Schweinfurt-Innenstadt R
  - Schweinfurt-Hafen-West L
  - Schweinfurt-Oberndorf R
  - Schweinfurt-Maintal L
- Bergrheinfeld R
- Grafenrheinfeld L
- Bergrheinfeld-Garstadt R
- Waigolshausen-Hergolshausen R
- Röthlein-Hirschfeld L
- Wipfeld R
- Kolitzheim-Stammheim L
- Eisenheim-Obereisenheim R
- Eisenheim-Untereisenheim R
- Volkach-Fahr L
- Volkach-Volkach L
- Volkach-Astheim R
- Nordheim am Main L
- Volkach-Escherndorf R
- Volkach-Köhler R
- Sommerach L
- Schwarzach am Main-Gerlachshausen L
- Schwarzach am Main-Münsterschwarzach L
- Schwarzach am Main-Schwarzenau R
- Schwarzach am Main-Stadtschwarzach L
- Schwarzach am Main-Hörblach L
- Dettelbach-Mainsondheim L
- Dettelbach-Dettelbach R
- Mainstockheim R
- Albertshofen L
- Kitzingen-Etwashausen L
- Kitzingen-Kitzingen R/L
- Kitzingen-Siedlung L
- Kitzingen-Hohenfeld L
- Sulzfeld am Main R
- Marktsteft L
- Segnitz R
- Marktbreit L
- Frickenhausen am Main R
- Ochsenfurt L/R
- Sommerhausen R
- Eibelstadt R
- Randersacker R
- Würzburg R/L
- Zell L
- Veitshöchheim R
- Karlstadt R/L
- Gemünden R

## Mainviereck
- Lohr R/L
- Neustadt am Main R
- Rothenfels R
- Hafenlohr R
- Marktheidenfeld L
- Lengfurt L
- Wertheim L (Baden-Württemberg)
- Kreuzwertheim R (Bayern)
- Faulbach R
- Mondfeld L (Baden-Württemberg)
- Stadtprozelten R
- Dorfprozelten R
- Collenberg R (Bayern)
- Freudenberg L (Baden-Württemberg)
- Bürgstadt L (Bayern)
- Miltenberg L/R
- Großheubach R
- Kleinheubach L
- Laudenbach L
- Klingenberg R/L
- Wörth L
- Erlenbach R
- Obernburg L
- Elsenfeld R
- Groß- L und Kleinwallstadt R
- Niedernberg L
- Sulzbach R
- Aschaffenburg R/L

## Untermain
- Mainaschaff R
- Stockstadt L
- Karlstein R (Bayern)
- Seligenstadt L (Hessen)
- Kahl R (Bayern)
- Großkrotzenburg R (Hessen)
- Klein-Krotzenburg L
- Hainstadt L
- Steinheim L
- Hanau R/L
- Maintal-Dörnigheim R
- Mühlheim L
- Frankfurt-Fechenheim R
- Offenbach-Bürgel L
- Offenbach L
- Frankfurt R/L
- Frankfurt-Sachsenhausen L
- Frankfurt-Griesheim R
- Frankfurt-Höchst R
- Kelsterbach L
- Hattersheim am Main R
- Flörsheim R
- Rüsselsheim L
- Hochheim R
- Bischofsheim L
- Gustavsburg L
- Mainz-Kostheim R